# Heterophilus
Heterophilus é um gênero de coleópteros da subfamília Philinae. Compreende apenas três espécies, distribuídas pela China e Tibete.

## Espécies
- Heterophilus dentitibialis (Chiang & Chen, 1996)
- Heterophilus punctulatus (Chiang & Chen, 1996)
- Heterophilus scabricollis (Pu, 1988)